# بريطانيا ما بعد الحرب (1945-1979)

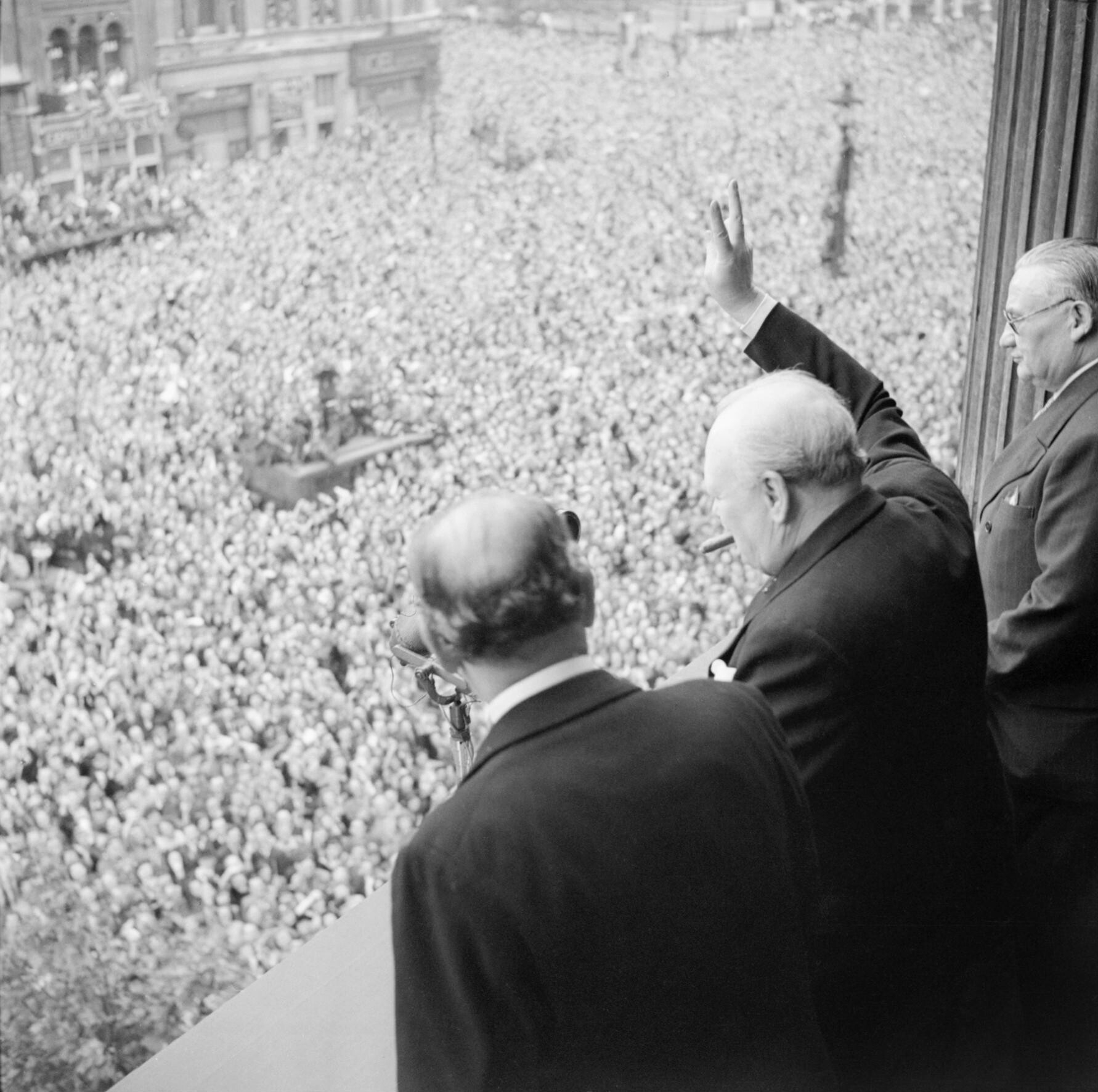
لندن 1945

بعد انتصار بريطانيا في الحرب العالمية الثانية، وصل حزب العمال في عهد كليمنت أتلي إلى السلطة وأنشأ دولة رفاهية شاملة إلى جانب إنشائه هيئة الخدمات الصحة الوطنية التي توفر الرعاية الصحية المجانية لجميع المواطنين البريطانيين، وغيرها من الإصلاحات الخاضعة لنظام الفوائد. وقد جرى تأميم بنك إنجلترا  والسكك الحديدية والصناعات الثقيلة وعمليات استخراج الفحم. لكن المسألة الأكثر صعوبةً كانت في تأميم الصلب الذي كان يقدم أرباحًا طائلة على عكس المسائل الأخرى. كان الانتعاش الاقتصادي بطيئًا بعض الشيء إلى جانب ضعف القدرة على تشجيع قطاع الإسكان للمواطنين حتى أنه قد جرى ترشيد استهلاك بسبب نقص العديد من الحاجات الأولية، ليكون ذلك «عصر التقشف». أبقت القروض الأمريكية ومنح مشروع مارشال الاقتصاد على قدميه. حصلت الهند وباكستان وميانمار وسريلانكا على استقلالها. كانت بريطانيا قوة عظيمة ضد الاتحاد السوفييتي أثناء الحرب الباردة وساعدت في إنشاء حلف شمال الأطلسي عام 1949. يصف العديد من المؤرخين هذه الحقبة بأنها «وفاق ما بعد الحرب» والتي تؤكد التعاون بين حزبي العمال والمحافظين ودعمهم لعمليات التأميم  وإنشاء نقابات عمالية قوية وأنظمة معقدة وأنظمة الضرائب المرتفعة ودولة رفاهية.
في عام 1951، بدأ حزب العمال فرض رسوم على خدمات الأسنان والنظارات التابعة لهيئة الصحة الوطنية. عاد حزب المحافظين إلى السلطة عام 1951، وذلك بعد قبولهم بالكثير من الإصلاحات التي قام بها حزب العمال، وأقرَّ الحزب إدخال رسوم الوصفات الطبية للرعاية الصحية عام 1952 ثم أقرَّ عدم تأميم الصلب عام 1953. لكن أزمة العدوان الثلاثي عام 1956 أظهرت أن بريطانيا لم تعد تمثل القوة العظمى. حصلت غانا وملايا ونيجيريا وكينيا على الاستقلال خلال هذه الفترة. عاد حزب العمال إلى السلطة في عهد هارولد ويلسون عام 1964 الذي قام بالإشرف على سلسلة من الإصلاحات الاجتماعية بما في ذلك إلغاء التجريم الجزئي للمثلية الجنسية والإجهاض وتخفيف قوانين الطلاق وإنهاء عقوبة الإعدام. أعاد إدوارد هيث حزب المحافظين إلى السلطة من عام 1970 حتى عام 1974، وعمل خلال هذه الفترة على تحويل العملة البريطانية إلى النظام العشري وانضمام بريطانيا إلى الجماعة الاقتصادية الأوروبية إلى جانب ذروة المشاكل في إيرلندا الشمالية. في أعقاب أزمة حظر النفط عام 1973 وإضراب عمال المناجم، قدَّم هيث نظام العمل لمدة ثلاثة أيام أسبوعيًا للحفاظ على السلطة.
عاد حزب العمال إلى السلطة عام 1974 لكن أعقب ذلك سلسلة من الإضرابات التي نفذتها النقابات العمالية طوال فترة الشتاء لعام 1978-79 (المعروفة باسم شتاء الاستياء) والتي شلَّت البلاد وأفقدت حزب العمال أغلبية مقاعده في البرلمان. بعد فوز مرشحة حزب المحافظين مارغريت ثاتشر في الانتخابات العامة عام 1979 ووصولها إلى السلطة، عملت على إنهاء وفاق ما بعد الحرب الذي ساد في العقود السابقة على الرغم من معارضة حزب العمال المكثفة في البداية.

## حكومة العمال (1945-1951)
بعد الحرب العالمية الثانية، أعادت انتخابات عام 1945 السلطة بين يدي حزب العمال وأصبح كليمنت أتلي رئيساً للوزراء في المملكة المتحدة. وسرعان ما قام الحزب بتأميم قطاعات بالغة الأهمية من الاقتصاد وخاصة الصناعات المتدهورة. تم تأميم بنك إنجلترا  والسكك الحديدية والصناعات الثقيلة وعمليات استخراج الفحم وإصلاح المرافق العامة والصناعات الثقيلة. كانت المسألة الأكثر صعوبةً هي تأميم صناعة الحديد والصلب المربحة للغاية، والتي عارضها المحافظون في البداية لكن لاحقًا دعموها.

### دولة الرفاه
أنشِئَت دولة رفاه شاملة بموجب قانون التأمين الوطني لعام 1946، الذي ألزم العمال بدفع معدل ضريبة ثابت للتأمين الوطني. في المقابل، كان أولئك العمال مؤهلين (إلى جانب زوجاتهم) للحصول على رواتب تقاعدية ثابتة بالإضافة إلى استحقاقات المرض والبطالة والوفاة. تنص تشريعات أخرى مختلفة على استحقاقات الطفل ودعم الأشخاص الذين ليس لهم مصدر دخل آخر.
بحسب المؤرخين، وفي وقت لاحق السياسيين في الأحزاب الرئيسية، عُدَّ نظام الخدمة الصحية الوطنية الذي بدأ عملياته عام 1947 من أكثر الأنظمة نجاحًا. بموجب هذا النظام، أُقر حق جميع المواطنين بالحصول على الرعاية الصحية التي يتم تمويلها عن طريق الضرائب، والتي كانت مجانية في المرحلة الأولى. تم شراء قبول الأطباء من خلال السماح لهم بالحفاظ على الممارسات الجانبية المُربحة. ثم تم تأميم جميع المستشفيات وإدخالها في النظام. يرى جون كارير وإيان كيندال أن مهمة وزير الصحة أنيورين بيفان كانت تحلّ قضية «التعارض المحتمل بين هدف توفير خدمة صحية شاملة عالمية ذات مستوى جيد وهدف احتواء التكاليف الصحية إلى مستوى معقول، وكيفية تمويل النظام بطريقة تكفل استحقاقات الأموال». يضيف مايكل فوت أنه كان لزامًا على بيفان أن يُقنع «المهنة الأكثر تحفظًا واحترامًا في البلاد بقبول الاقتراح الاشتراكي الأكثر جوهرية لحكومة العمال وتطبيقه». في نهاية المطاف، يعطي المؤرخون الفضل الأكبر بنجاح النظام لبيفان.
إحدى أهم الإنجازات الرئيسية لحكومة أتلي تمثلت بالحفاظ على التوظيف بشكل شبه كامل. حافظت الحكومة على أغلب الضوابط الاقتصادية في فترة الحرب، بما في ذلك السيطرة على تخصيص المواد والقوى العاملة، ونادرًا ما تجاوزت نسبة البطالة 500.000 أو 3% من إجمالي القوى العاملة. في الواقع، تبيّن أن نقص اليد العاملة يمثل مشكلة أكبر بكثير. من بين هذه المجالات، لم تكن الحكومة ناجحة تمامًا بمجال الإسكان، الذي كان يُعدّ أيضًا من مسؤولية أنورين بيفان. هدفت الحكومة لبناء 400.000 منزل جديد سنويًا لتحل محلّ المنازل التي دمرت في الحرب، لكن بسبب نقص المواد والقوى العاملة تم بناء أقل من نصف هذا العدد.[بحاجة لمصدر]

### العلاقات الخارجية
على الرغم من سياسة الإعارة والاستئجار التي سدت حاجات البلد من النفط والمواد الغذائية (التي لم يكن لزامًا تسديدها) بالإضافة إلى القروض الأمريكية والقروض والمنح الكندية في نهاية الحرب، إلا أن بريطانيا كانت على وشك الإفلاس. يزعم جون مينارد كينز أن الحل الوحيد يتلخص في خفض الإنفاق على الإمبراطورية البريطانية بشكل جذري، والذي بلغ 2000 مليون جنيه إسترليني. ولقد حذر كينز من أن العجز في الخارج في فترة ما بعد الحرب بلغ حوالي 1,400 مليون جنيه إسترليني وأن «هذه النفقات هي المسؤولة بالكامل عن أي من المصاعب المالية». تجاهل كل من تشرشل وأتلي نصيحته وحافظا على سياسة الإنفاق، وذلك بعد الاقتراض الجزئي من الهند. قدمت الولايات المتحدة قرضًا ضخمًا مدته 50 عامًا عام 1946، وبعد الاستقلال المفاجئ للهند وباكستان عام 1947، تم تخفيض النفقات إلى حد كبير. بدأت أموال مشروع مارشال بالتدفق في عام 1948، ثم مع حلول الوقت الذي انتهى فيه عام 1951، كانت الأزمة المالية قد انتهت أيضًا. عرفت حكومة حزب العمال الجديدة أن نفقات المشاركة البريطانية في جميع أنحاء العالم قد شكلت عائقًا ماديًا. كلف جيش مابعد الحرب 200 مليون جنيه إسترليني سنويًا، وذلك من أجل الزي العسكري الرسمي لحوالي 1.3 مليون رجل (وبضعة آلاف من النساء) والحفاظ على أساطيل القتال العاملة المتمركزة في المحيط الأطلسي والبحر الأبيض المتوسط والمحيط الهندي وهونغ كونغ، إلى جانب تمويلات أساسية لجميع أنحاء العالم بالإضافة إلى 120 سربًا من سلاح الجو الملكي البريطاني. بعد ذلك، تخلت بريطانيا عن الأدوار العسكرية التقليدية في الخارج بأسرع ما يمكن. تبعت المعونة المالية الأمريكية شروط حكومية خاصة، مثلما الأمر في قرض عام 1945 وأزمة تحويل الجنيه الإسترليني عام 1947 وتخفيض قيمة العملة عام 1949 إلى جانب برنامج إعادة التسلح لدعم الولايات المتحدة في الحرب الكورية 1950-53. ومن ناحية أخرى، حقق حزب العمال نجاحًا بسيطًا في إقناع واشنطن بتولي الأمور التي كانت مُكلفة للغاية بالنسبة لبريطانيا بما في ذلك إعادة بناء الاقتصاد الأوروبي ودعم الحكومات المناهضة للشيوعية في اليونان وأماكن أخرى. حظي بيفان بتأييد قوي من حزبه وخاصة من قِبَل رئيس الوزراء كليمنت أتلي، على الرغم من المعارضة اليسارية الواسعة. وقد وثق كبار الدبلوماسيين الأمريكيين مثل دين أتشيسون به وشاركوه العمل.